# Прискорення (комп'ютерна архітектура)
У комп'ютерній архітектурі, прискорення це процес для збільшення продуктивності між двома системами що працюють над однією проблемою. Технічно це підвищення швидкості виконання завдання на двох однакових архітектурах з різними ресурсами. Поняття прискорення побудоване на законі Амдала, який був зосереджений на паралельних обчисленнях. Проте, прискорення може бути використане у більш загальному плані, щоб показати вплив на продуктивність після будь-якого збільшення ресурсів.  

## Визначення
Прискорення може бути визначене для двох типів величин: очікування та пропускної здатності.
Очікування архітектури є обернено пропорційним швидкості виконання поставленого завдання:
{\displaystyle L={\frac {1}{v}}={\frac {T}{W}},}
де
- v - це швидкість виконання завдання;
- T — це час виконання завдання;
- W — це виконання робочого навантаження завданням.

Пропускна здатність такої архітектури є швидкість виконання завдання:
{\displaystyle Q=\rho vA={\frac {\rho AW}{T}}={\frac {\rho A}{L}},}
де
- ρ — це щільність виконання;
- A — це потужність виконання(тобто, кількість процесорів для паралельної архітектури)[1]

Затримка часто вимірюється у секундах на одиницю виконання робочого навантаження. Пропускна здатність часто вимірюється в секундах на одиницю виконання робочого навантаження. Іншою часто використовуваною одиницею вимірювання пропускної здатності є кількість інструкцій за такт. Його обернена пропорційність, кількість тактів за інструкцію, є ще одним частим блоком затримки.
Прискорення є безрозмірним і визначається по різному для кожного типу величини, таким чином воно є послідовною метрикою.

### Прискорення в затримці
Прискорення у затримці визначається за такою формулою:
{\displaystyle S_{\text{latency}}={\frac {L_{1}}{L_{2}}}={\frac {T_{1}W_{2}}{T_{2}W_{1}}},}
де
- Slatency — це прискорення в затримці архітектури 2 по відношенню до архітектури 1;
- L1 — це затримка в архітектурі 1 ;
- L2 — це затримка в архітектурі 2.

Прискорення в затримці може бути передбачене за законом Амдаля або законом Густафсона.

### Прискорення у пропускній здатності
Прискорення у пропускній здатності визначається за такою формулою:
{\displaystyle S_{\text{throughput}}={\frac {Q_{2}}{Q_{1}}}={\frac {\rho _{2}A_{2}T_{1}W_{2}}{\rho _{1}A_{1}T_{2}W_{1}}}={\frac {\rho _{2}A_{2}}{\rho _{1}A_{1}}}S_{\text{latency}},}
де
- Sthroughput — це прискорення у пропускній здатності архітектури 2 по відношенню до архітектури 1;
- Q1 — це пропускна здатність архітектури 1;
- Q2 — це пропускна здатність архітектури 2.

## Приклади

### Використання часу виконання
Ми тестуємо ефективність гілки прогнозування під час виконання програми. Спочатку, ми виконуємо програму з стандартною гілкою прогнозування в процесорі, що виконується 2,25 секунд. Далі, ми виконаємо програму з нашою модифікованою (та сподіваємося покращеною) гілкою прогнозування на тому самому процесорі, який показав час виконання 1,50 секунди. В обох випадках навантаження виконання таке саме. Використовуючи нашу формулу прискорення ми знаємо що:
{\displaystyle S_{\text{latency}}={\frac {L_{\text{old}}}{L_{\text{new}}}}={\frac {2.25~\mathrm {s} }{1.50~\mathrm {s} }}=1.5.}
Наша нова гілка прогнозування надала 1,5х прискорення порівняно з оригіналом.

### Використання тактів за інструкцію та інструкцій за такт
Ми також можемо використовувати прискорення у тактах за інструкцію, яке є затримкою. Спочатку, ми виконаємо програму із стандартною гілкою прогнозування, що дає 3 такти за інструкцію. Далі, ми виконаємо програму з нашою модифікованою гілкою прогнозування, яка дає 2 такти за інструкцію. В обох випадках навантаження виконання однакове та обидві архітектури не паралельні одна одній. Використовуючи формулу прискорення маємо:
{\displaystyle S_{\text{latency}}={\frac {L_{\text{old}}}{L_{\text{new}}}}={\frac {3~{\text{CPI}}}{2~{\text{CPI}}}}=1.5.}
Також ми можемо виміряти прискорення в інструкції за такт, яка є пропускною здатністю та обернено пропорційна такту за інструкцію. Використовуючи формулу прискорення маємо:
{\displaystyle S_{\text{throughput}}={\frac {Q_{\text{new}}}{Q_{\text{old}}}}={\frac {0.5~{\text{IPC}}}{0.33~{\text{IPC}}}}=1.5.}
Ми досягли того ж прискорення 1,5х хоча вимірювали різні величини.

## Додаткові деталі
Нехай S буде прискоренням виконання завдання та s прискорення виконання тієї частини програми, що корисна для покращення ресурсів архітектури. Лінійне прискорення або ідеальне прискорення виходить при S=s.Коли задача виконується з лінійним прискоренням, то локальне прискорення збільшує вдвічі загальне прискорення. Як ідеальний варіант, це вважається дуже хорошою масштабованістю.
Ефективність як метрика використання ресурсів модифікованої системи визначається як:
{\displaystyle \eta ={\frac {S}{s}}.}
Його величина зазвичай становить від 0 до 1. Програми з лінійним прискоренням та програми що працюють з одним процесором мають ККД 1, у той час як багато важких до розпаралелення програм мають ККД 1/ln(s), що наближено до 0, якщо кількість процесорів A=s збільшується.
В технічних умовах,криві ефективності частіше використовуються для графів,ніж криві прискорення,так як 
- всі області графу корисні(коли в кривих прискорення половина місця витрачається даремно);
- Легше побачити як добре працює вдосконалення системи;

- Не має необхідності будувати криву "ідеального прискорення";

В маркетинговому контексті,криві прискорення використовуються частіше,в основному тому що вони йдуть вгору та вправо і, таким чином, є краще до менш інформованого.